# Vercelli (stacja kolejowa)
Vercelli (włoski: Stazione di Vercelli) – stacja kolejowa w Vercelli, w prowincji Vercelli, w regionie Piemont, we Włoszech.
Jest ona zarządzana przez RFI, a budynek pasażerski jest pod opieką firmy Centostazioni.